# Ikonoklasm

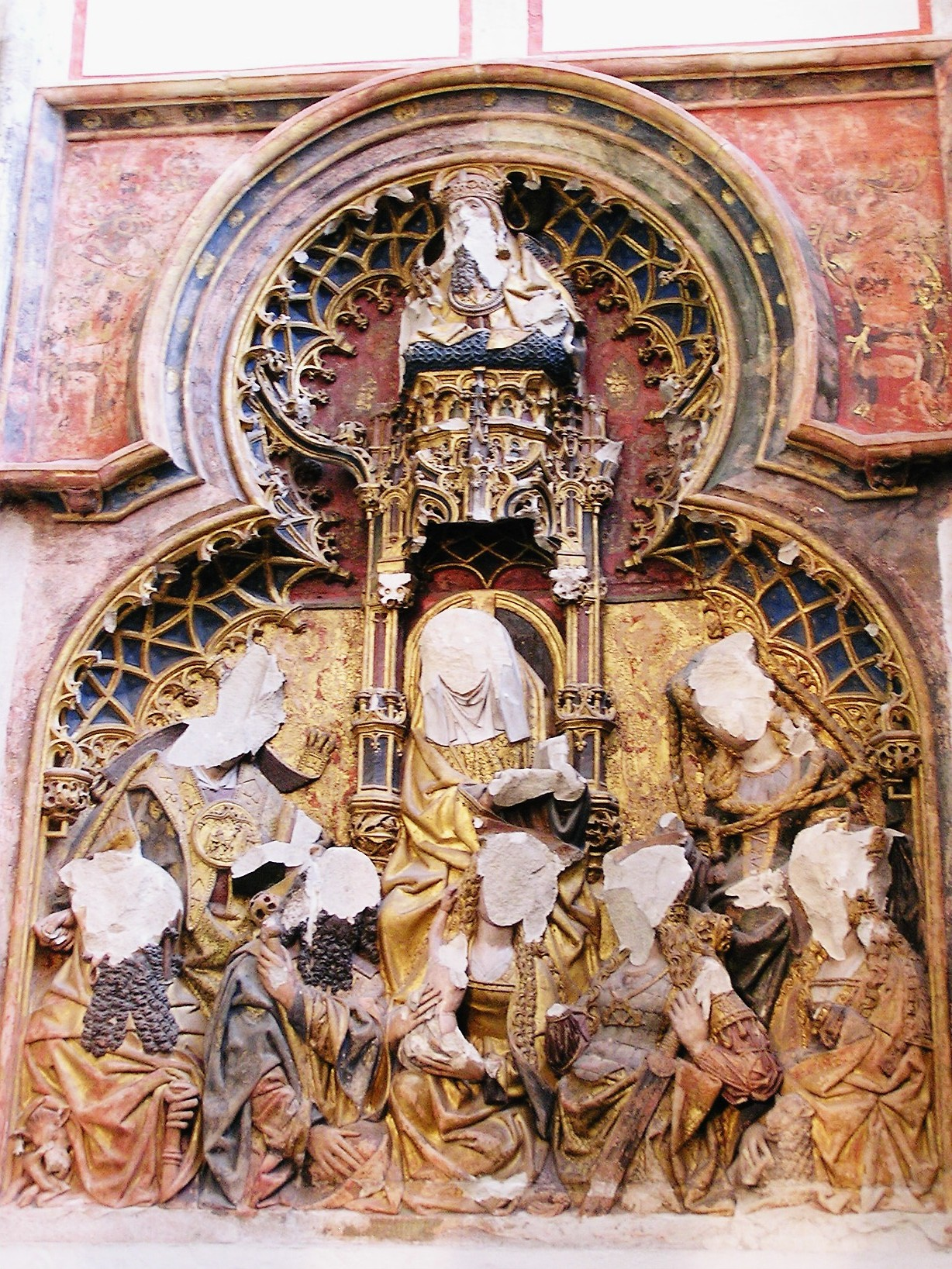
Altaruppsats i Sankt Martins katedral i Utrecht, förstörd under 1500-talets reformation.

Ikonoklasm (av klassisk grekiska εἰκών, eikón, "bild", och κλάω, kláo, "slå sönder") är  bildfientlighet och används särskilt om bildstormen i Konstantinopel 726–843.
Bildstorm  innebär att uppsåtligen förstöra religiösa ikoner samt andra symboler eller monument, oftast av religiösa eller politiska motiv, och är en återkommande företeelse vid större politiska eller religiösa förändringar. 
Benämningen särskiljs från en kulturs uppsåtliga förstörelse av en annan kulturs bilder och åsyftar inte heller den specifika förstörelsen av bilder av en härskare efter dennes död ("damnatio memoriae").

## Historik
Mest känd är den bildstrid som uppstod i bysantinska riket under 700- och 800-talen. Med hänvisning till bildförbudet i 2:a moseboken 20:4 och kristendomens rent andliga karaktär bekämpade kristna författare redan på 200-talet bruket av bilder. Sådana var då redan livligt brukade i de kristnas begravnings- och gudstjänstlokaler. Med massövergången till kristendomen efter Konstantin den stores seger tilltog bruket av bilder starkt. Under inflytande från hedniska tankegångar till dyrkan. Bilden tänktes äga helighet och makt liksom det avbildade och hyllades med knäfall, kyssar, rökelse med mera.
Enstaka teologer angrep fortfarande bilddyrkan, och i Syrien varifrån de bildfientliga kejsarna härstammade undvek bildkonsten helt avbildande av människor. Leo III, som hejdat muslimernas expansion, ville vinna såväl muslimer som judar och paulicianer över till sin sida genom ett bildförbud utfärdat 726. Förutom det rent teologiska motivet fanns en politisk bakgrund: Leo III ville begränsa kyrkans makt genom att beröva klostren stora delar av deras rikedom, som till stor del baserades på tillverkning av religiösa bilder. Bilddyrkan försvarades av folkmassan, munkarna och flertalet teologer, däribland den berömde Johannes från Damaskus. Påvarna i Rom ställde sig på deras sida. Leos efterträdare, Konstantin V lät en synod i Konstantinopel 754 fördöma både tillverkning och dyrkan av bilder som hedendom och ”bildstormare” (ikonoklaster) förstörde nu väggmålningar och mosaiker. Efter Konstantins död lät dock kejsarinnan Irene anordna andra konciliet i Nicaea 787, där man beslutade att bilder borde finnas och vördnadsfullt hyllas, även om verklig tillbedjan endast tillkom den gudomliga naturen.
Bildstriden återupptogs i följande århundrade av kejsarna Leo V och Theofilos, men genom den bildvänliga kejsarinnan Theodoras ingripande förnyade en konstantinopolitansk synod 842 de nicenska besluten och uttalade bannlysning över alla ikonoklaster. Grekiska kyrkan tillåter dock endast målningar, inte bildstoder.
Samtidigt som protestantismen återvände till det inre och andligt centrala i kristendomen medförde förkastandet av bilddyrkan även en ny bildstorm. Inom reformert område ledde denna till en rå ödeläggelse av dyrbara historiska minnesmärken och avlägsnandet av alla kyrkliga prydnader.
Även i den islamiska världen var ikonoklastiska falanger periodvis förhärskande, vilket i sin tur påverkade konstens inriktning från avbildning till kalligrafi, även inom arkitekturutsmyckning. Talibanstyret i Afghanistan införde ett totalförbud mot avbildning av människor, något som i mars 2001 resulterade i förstörelsen av de två gigantiska, antika buddhastatyerna i Bamiyan.